# Hypothetische imperatief
De hypothetische imperatief is een begrip uit de filosofie van Immanuel Kant, en schrijft voor wat er gedaan moet worden om een bepaald doel te bereiken.
Een imperatief is een norm voor het handelen, een norm met een dwingend karakter. Naast de hypothetische imperatief kent Kant ook de categorische imperatief, en legt het verschil tussen de twee zelf als volgt uit:
"Alle imperatieven nu gebieden ofwel hypothetisch ofwel categorisch. De eerste stellen de praktische noodzaak van een mogelijke handeling voor als middel om iets anders dat men wil (of toch mogelijkerwijs zou kunnen willen te) bereiken. De categorische imperatief zou dan de imperatief zijn die een handeling als voor zich zelf, zonder betrokkenheid op een ander doel, als objectief noodzakelijk presenteert (...) Wanneer nu de handeling slechts goed zou zijn voor iets anders als middel, dan is de imperatief hypothetisch. Indien de handeling wordt gepresenteerd als goed op zich zelf, dus als noodzakelijk in een wil die met de rede, als zijn principe, overeenstemt, dan is hij categorisch." (Kant, Grundlegung zur Metaphysik der Sitten (p. 414), 1785)
De hypothetische imperatief is dus gericht op een ander doel, een te bereiken doel, terwijl de categorische imperatief de integriteit van de (menselijke) rede (en dus de integriteit van het denkend subject zelf) probeert te bewaren. Een voorbeeld van een hypothetische imperatief zou zijn: je mag niet liegen want anders verlies je je goede naam (het achterliggend doel is hier de goede naam). Een voorbeeld van een categorische imperatief zou zijn dat je (voor jezelf) überhaupt niet mag liegen (omdat je dan je eigen rede corrumpeert); een tweede voorbeeld is dat je de ander nooit slechts als middel maar altijd ook als doel op zich moet beschouwen (terwijl je daar geen uitzonderingen op toelaat).
De hypothetische imperatief dankt zijn naam aan het feit dat het te maken heeft met een wetenschappelijk te begrijpen oorzaak-gevolg relatie. In de wetenschap bestaan geen absolute zekerheden, elke menselijke zekerheid wordt in de wetenschap verondersteld eigenlijk slechts een theorie of hypothese te zijn.